# Донецькі шахтарі
«Донецькі шахтарі» (рос. Донецкие шахтёры) — радянський кольоровий художній фільм, знятий в 1950 році Леонідом Луковим на Кіностудії ім. М. Горького за сценарієм Бориса Горбатова. Прем'єра фільму відбулася 16 травня 1951 року.
У 1951 році фільм переглянуло 18,9 млн глядачів, в результаті чого він зайняв 7 місце в прокаті СРСР.

## Сюжет
На одній з передових шахт Донбасу випробовується новий вугільний комбайн. Він виявився не зовсім досконалим. Його конструктор Трофименко (Володимир Дружников) продовжує працювати над поліпшенням агрегату. Почесний шахтар Степан Недоля (Борис Чирков), молодий шахтар Вася Орлов (Андрій Петров), начальник шахти Горовий (Василь Меркур'єв) борються за впровадження нових, більш передових методів праці. В рядах шахтарів відбувається перебудова: деяким робітникам доводиться поступатися своїм місцем кваліфікованим кадрам, інші їдуть на навчання в інститути, щоб потім повернутися на рідну шахту інженерами.

## У ролях
- Михайло Геловані —  Йосип Віссаріонович Сталін (в повній версії)
- Олексій Грибов —  Климент Єфремович Ворошилов
- Володимир Дружников —  Дмитро Іванович Трофименко, конструктор
- Петро Алейников —  Андрій Постойко
- Олег Жаков —  Андрєєв, головний інженер шахти
- Сергій Лук'янов —  Олексій Федорович Кравцов, секретар Обкому КП(б)У
- Клара Лучко —  Лідія Степанівна Недоля
- Василь Меркур'єв —  Сидор Трохимович Горовий, начальник шахти
- Борис Чирков —  Степан Павлович Недоля, почесний шахтар
- Лідія Смирнова —  Віра Миколаївна, дружина Трофименка
- Анастасія Зуєва —  Євдокія Прохорівна, дружина Степана Недолі
- Іван Пельтцер —  Петрович, старий шахтар
- Андрій Петров —  Василь Орлов
- Віталій Доронін —  Павло Степанович Недоля, парторг шахти
- Анатолій Ігнатьєв —  Володимир Степанович Недоля
- Віктор Хохряков —  Міністр вугільної промисловості
- Олексій Алексєєв —  Начальник комбінату
- Віктор Авдюшко —  водій машини секретаря Обкому  (немає в титрах)
- Павло Волков —  Яків Іванович, старий шахтар  (немає в титрах)
- Анна Коломійцева —  Маруся Горова, дружина начальника шахти  (немає в титрах)
- Євген Моргунов —  шахтар, син Горових  (немає в титрах)
- Наталія Защипіна —  онука Горових  (немає в титрах)
- Олена (Ляля) Вольська —  гостя на весіллі Степана Недолі  (немає в титрах)
- Іван Турченко —  гість на весіллі Степана Недолі  (немає в титрах)
- Володимир Лепко —  диригент  (немає в титрах)
- Геннадій Сергєєв —  шахтар  (немає в титрах)
- Олег Голубицький —  Карпенко, молодий інженер  (немає в титрах)
- Семен Свашенко —  інженер  (немає в титрах)
- Олександра Харитонова —  офіціантка  (немає в титрах)
- Ніна Агапова —  дівчина на весіллі Ліди  (немає в титрах)
- Клавдія Хабарова —  дівчина на святі  (немає в титрах)
- А. Мансвєтов — В'ячеслав Михайлович Молотов
- Микола Мордвинов —  Лаврентій Павлович Берія
- Г. Пасічник —  Георгій Максиміліанович Маленков
- Гавриїл Бєлов — старий шахтар
- Володимир Уральський — старий шахтар
- Ростислав Івицький — старий шахтар
- Петро Любешкін — шахтар
- Андрій Мірошниченко — шахтар
- Костянтин Сорокін — шахтар
- Павло Тимченко — шахтар
- Леонід Чубаров — шахтар
- Михайло Пуговкін — шахтар
- Євген Шутов — шахтар, що грає на баяні
- Олексій Бахарь — епізод
- Кирило Зашибін — епізод
- Віра Бурлакова — епізод
- Віктор Ключарьов — епізод (немає в титрах)

## Знімальна група
- Режисер — Леонід Луков
- Сценаристи — Володимир Алексєєв, Борис Горбатов
- Оператор — Михайло Кириллов
- Композитор — Тихон Хрєнников
- Художники — Петро Галаджій, Петро Пашкевич